# لسزک بلانیک
لسزک روبرت بلانیک (به لهستانی: Leszek Robert Blanik) ژیمناست زادهٔ ۱ مارس ۱۹۷۷ میلادی اهل کشور لهستان است.